# پودشکله (استان لهستان کوچک‌تر)
پودشکله (به لهستانی:  Podszkle) یک روستا در لهستان است که در گمینا چارن دونایتس واقع شده‌است.